# West Virginia State Capitol
Das West Virginia State Capitol ist der Regierungssitz des US-Bundesstaates West Virginia und beherbergt neben dem Parlament auch das Büro des Gouverneurs.
Als Teil des West Virginia Capitol Complex ist es im National Register of Historic Places gelistet. Mit einer Höhe von 89 Meter ist es das höchste Gebäude des Staates.

## Vorgeschichte

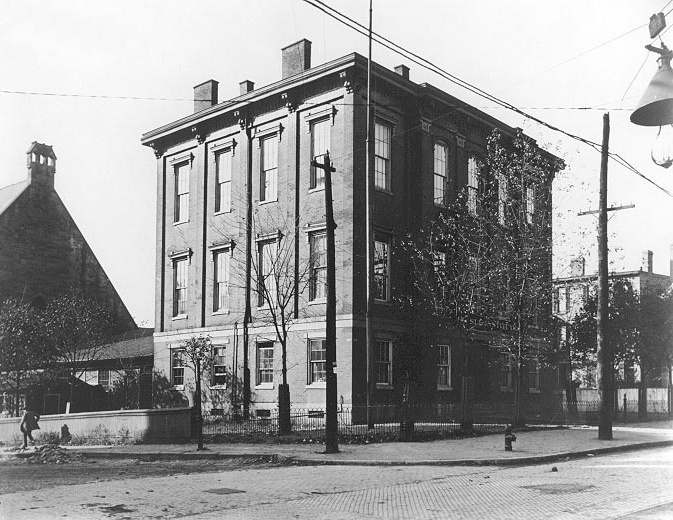
Linsly Institute Building, Tagungsort des Parlaments in Wheeling

Mit Ausbruch des amerikanischen Bürgerkriegs spaltete sich der einstige Gesamtstaat Virginia in zwei Teile: Während sich der südliche Teil den Konföderierte Staaten zuwandte, hielten die nordwestlichen Regionen zur Union und bildeten 1863 das heutige West Virginia.
Seitdem wechselten sich die Städte Wheeling und Charleston in der Rolle als Hauptstadt zunächst ab: Erst tagte man in Wheeling im Linsly Institute Building, bis 1870 das State Capitol in Charleston fertiggestellt war. 1875 warb Wheeling wieder um die Rolle als Hauptstadt, indem man der Regierung ein neues Gebäude baute. 1876 bezog man den Neubau. Die allgemeine Stimmung tendierte jedoch eher zu Charleston und die Bevölkerung wählte es 1877 zur einzigen Hauptstadt. Mit der Fertigstellung des dritten State Capitol und dem erneuten Umzug 1885 wurde Charleston schließlich auch de facto Hauptstadt.
Den Entwurf für das neogotische Gebäude lieferte das Architektenbüro Kemble & Peebles. 1921 brannte es bis auf die Grundmauern nieder und man errichtete eilig ein provisorisches Gebäude unweit des alten Standortes.

## Gebäude
Die 1921 einberufene Baukommission beauftragte den Architekten Cass Gilbert, der bereits das Minnesota State Capitol (1905) und das legendäre Woolworth Building (1913) entwarf. Der Komplex besteht aus drei rechtwinklig zueinander angeordneten Bauten. Der Westflügel wurde 1925, der Ostflügel 1926 fertiggestellt.
Das 1930–1932 errichtete Hauptgebäude weist mit zwei Flügeln und einer zentralen Kuppel die typische Form eines State Capitols dieser Zeit auf. Auf der mit goldenen Ornamenten verzierten Kuppel befindet sich eine vergoldete Laterne, auf deren Spitze ein Adler sitzt. Sie erinnert somit stark an den Pariser Invalidendom. Der Tambour ist von mehreren korinthischen Säulen umgeben. Auf beiden Seiten des Gebäudes führt je eine breite Freitreppe für je einem ebenfalls durch acht korinthischen Säulen gebildeten Portikus, dessen Giebel mit Palmetten verziert ist. Die Fassade ist mit hellgrauem Kalkstein verkleidet.

## Umgebung
Das Gebäude steht in einer weitläufigen Grünanlage am nördlichen Ufer des Kanawha Rivers. Sie umfasst neben dem State Capitol mehrere Statuen und Denkmäler, so z. B. für Abraham Lincoln und Thomas „Stonewall“ Jackson sowie das West Virginia Governor's Mansion (1925), Residenz des Gouverneurs von West Virginia.